# Hermann Hupfeld
Hermann Christian Karl Friedrich Hupfeld, född den 31 mars 1796 i Marburg, död den 24 april 1866 i Halle, var en tysk orientalist och teolog, farfar till Renatus Hupfeld.
Hupfeld blev 1827 professor i österländska språk i Marburg och efterträdde 1843 Gesenius som teologie professor i Halle. Han utgav bland annat Exercitationes æthiopicæ (1825), Ausführliche hebräische Grammatik (1841, ofullbordad), Ueber Begriff und Methode der sogenannten biblischen Einleitung (1844), Kritische Beleuchtung einiger dunklen und missverstandenen Stellen der alttestamentlichen Textgeschichte (1830, 1837), De vera festorum apud hebræos ratione (1851–64), Die Quellen der Genesis (1853) och Die Psalmen, übersetzt und erklärt (1855–62; 2:a upplagan utgiven av Eduard Riehm 1867-71, 3:e upplagan av Nowack 1888).